# Gustaf de Broen
Abraham Gustaf Theodor de Broen, född 9 november 1830 i Stockholm, död 7 december 1918 i Nyköpings västra församling, Nyköping, var en svensk överjägmästare. Han var brorson till Isaac de Broen.
Gustaf de Broen var son till musikdirektören Karl Gustav de Broen. Han tog som ung anställning vid Rånäs bruk, där han efterhand blev bokhållare. Under sin fritid där ägnade han sig åt rävjakt men även jakt på varg och lo, och fick sådan smak för jaktlivet att han lät skriva in sig som elev vid skogsinstitutet 1851. Efter avgångsexamen där 1854 tjänstgjorde han 1855-1859 som extra överjägare i Uppala län. Han uppfördes 1856 på första förslagsrummet till överjägaretjänst i Västerbottens län 1856 men förblev kvar i Mellansverige. 1860 blev han lärare i skogsmätning, skogs- och jaktteknik, jaktkunskap och författningskännedom vid skogsinstitutet . Efter att 1861 ha företagit en studieresa med offentligt understöd för att studera skogsväsendet i Sachsen, Hannover, Braunschweig och Preussen blev han 1863 överjägare i första reviret inom Nyköpings län och jägmästare i Jönåkers revir där vid skogsstatens omreglering där 1869. Han var 1884-1904 ledamot av Södermanlands läns skogsodlingskommitte och av styrelsen för Stavsjö AB. Han erhöll avsked från jägmästarbefattningen 1907.
Under sin tid här som jägmästare introducerade han trakthuggningen vid de uppländska bruksskogarna vid Gimo och Rånäs, vilka i hög grad kom att präglas av hans tankegångar, liksom senare bruksskogarna vid Åker, Stavsjö och Ålberga bruk i Södermanland.
De Broen var från 1865 ledamot av Karl XV:s jaktklubb, blev riddare av Vasaorden 1885, erhöll Oskar II:s namnchiffer i briljanter och guldmedalj av 8:e storleken 1908. 1911 blev han hedersledamot av skogsinstitutets jaktförening.